# انجمن روانشناسی روسیه
انجمن روانشناسی روسیه ( RPS; روسی: Российское Психологическое Общество) انجمن رسمی حرفه ای روانشناسان در روسیه است. RPS عضو فدراسیون اروپایی انجمن های روانشناسان ( EFPA ) و اتحادیه بین المللی علوم روانشناسی ( IUPsyS ) است.

## کار و اهداف
این انجمن برای حمایت از پیشرفت شغلی روانشناسان روسی و ترویج دانش روانشناسی در فدراسیون روسیه گشایش شد. از جمله اهداف کلیدی آن، ترویج روانشناسی برای منافع عمومی، در دسترس قرار دادن آن برای همه، ارائه پشتیبانی از اعضای آن، و میزبانی کنفرانس ها و رویدادها است.
برای رسیدن به اهداف خود، انجمن به طور فعال درگیر انتشارات است، از تحقیقات در زمینه روانشناسی حمایت می کند و برای اطمینان از استانداردهای بالای آموزش روانشناختی، آموزش و تمرین در فدراسیون روسیه کار می کند.

## تاریخچه
در ۲۴ ژانویه ۱۸۸۵ در دانشگاه امپراتوری مسکو (دانشگاه دولتی لومونوسوف مسکو فعلی) به عنوان انجمن فیزیک و پزشکی مسکو ( روسی: Московское физико-медицинское общество   و بعدها به عنوان انجمن روانشناسی مسکو، این سازمان اهداف ترویج تحقیقات روانشناختی و انتشار دانش روانشناختی را در امپراتوری روسیه آغاز کرد. نخستین اعضای آن ویلهلم وونت، تئودول ریبات، هرمان لودویگ فردیناند فون هلمهولتز، ویلیام جیمز، ادوارد برادفورد تیچنر بودند.
انقلاب روسیه در سال ۱۹۱۷، دو جنگ جهانی و اصلاحات سیاسی دولت تازه تأسیس شوروی، فعالیت رسمی انجمن روانشناسی روسیه را متوقف کرد. در سال ۱۹۵۷ به طور کامل با نام اتحادیه روانشناسان اتحاد جماهیر شوروی از سر گرفته شد.
نام فعلی آن انجمن روانشناسی روسیه در سال ۱۹۹۴ پس از استقلال فدراسیون روسیه گرفته شد.